# 五氯化铼
五氯化铼是一种无机化合物，由氯和铼组成。虽然它的化学式是 Re2Cl10 ，不过人们都叫它五氯化铼。它是一种红棕色固体。

## 结构和制备
五氯化铼的分子结构是双八面体型，结构为 Cl4Re(μ-Cl)2ReCl4。 Re-Re 的距离为 3.74 Å。 这种结构和五氯化钽类似。
这种化合物首次在 1933年被合成， 是发现铼的数年后。所述制备涉及铼在高达900℃的温度下的氯化。  该物质可以通过升华纯化。
ReCl5 是铼的最高价氯化物之一。它已经不能继续被氯化下去了。ReCl6是以六氟化铼为材料制备的。尽管七氟化铼已被发现，七氯化铼还没被发现。

## 用处和反应
五氯化铼在空气中会降解为棕色液体。 
尽管五氯化铼没有商业应用，但作为烯烃复分解反应的以前曾用過的催化剂之一，具有历史意义。  五氯化铼会被还原成三氯化铼。
它被一氧化二氯氧化时会产生三氧氯化铼：
ReCl5  +  3 Cl2O  →   ReO3Cl  +  5 Cl2
五氯化铼和三氯化铼的归中反应將生成四氯化铼。